# Ramses II (tank)
Ramses II je silně modernizovaný hlavní bitevní tank T-55 navržený a používaný egyptskými ozbrojenými silami. Jediný T-54 byl poslán do Spojených států k modernizaci. Primární prototyp byl poslán do Egypta, kde byly koncem roku 1987 dokončeny rozsáhlé zkoušky. Tank se nakonec začal vyrábět v letech 2004–2005. Celkem bylo vyrobeno 425 kusů. Tank se původně jmenoval T-54E ("E" znamená "egyptský").
V raných fázích se modernizace zabývala pouze palebnou silou a pohyblivostí tanku, zatímco pozdější fáze zahrnovaly také zlepšení úrovně ochrany. Trup tanku byl upraven tak, aby vyhovoval novému motoru, který měl velkou podobnost s motorem používaným u M60A3 (nejpočetnější hlavní bitevní tank v aktivní egyptské službě), v důsledku toho bylo přidáno další kolo. Tank je vyzbrojen stejným hlavním dělem, jaké používají egyptské M60A3; kromě sofistikovaného systému řízení palby.

## Historie vývoje
V listopadu 1984 společnost Teledyne Continental Motors (převzatá General Dynamics Land Systems) z USA získala kontrakt na modernizaci palebné síly a mobility jednoho tanku T-54. Původně se jmenoval T-54E, ale následně byl přejmenován na Ramses II. První prototyp Ramses II byl poslán do Egypta k rozsáhlým zkouškám palebné síly a mobility v lednu 1987 a ty byly dokončeny na konci roku 1987. Koncem roku 1989 Egypt podepsal dohodu o technické pomoci s TCM na podporu pokračujícího egyptského testování Ramses II. , s testováním zahájeným v létě 1990. Tank nakonec vstoupil do výroby/konverze v letech 2004–2005 s 260 dosud upravenými jednotkami ze zásob T-54 dostupných ve výzbroji egyptské armády.

## Specifikace
Modernizace a úpravy, které vedly ke zvýšení hmotnosti tanku na 48 tun, jsou následující:

### Systém řízení palby

#### SABCA Titan Mk I
- Byl instalován laserový systém řízení palby SABCA Titan Mk I, který zahrnuje:
  - Modifikovaný zaměřovač Avimo TL10-T s laserovým dálkoměrem.
  - integrovaný okulárový CRT alfanumerický grafický displej
  - originální dvojitý digitální procesor SABCA
  - periskopický noční zaměřovač se zesílením obrazu
  - Automatické snímače polohy a atmosféry a související ovládací skříňky
  - Nový komunikační systém

### Mobilita
Část trupu byla upravena tak, aby se do ní vešla nová pohonná jednotka, která se skládá z:
- TCM AVDS-1790-5A s přeplňovaným vznětovým motorem o výkonu 908 k (který je z 80 % shodný s motorem instalovaným v MBT M60A3).
- převodovka Renk RK-304
- dvě nová výfuková potrubí, po jednom na obou stranách zadní části korby, která nahrazují jediný výfuk v levé části korby
- Nová palivová nádrž. V důsledku prodloužení korby (Ramses II je téměř o metr delší než T-54/55 a s přidaným kolem na každé straně).
- Nové koncové pohony

- Nové hydropneumatické závěsné jednotky General Dynamics Land Systems, model 2880, z nichž každá je vybavena:
  - Kola typu M48
  - Volnoběžné kolo vpředu
  - Velké hnací kolo vzadu
  - Dva nové vratné válce a pásy amerického vzoru nahrazující původní ruské pásy.

### Výzbroj
- Systém zbraní byl upraven následujícím způsobem:
  - Stabilizační systém kanónu a věže dodává společnost HR Textron Incorporated ze Spojených států amerických.
  - Původní 100mm kanón D-10T byl nahrazen 105mm kanónem M68, kterou jsou již vybaveny egyptské MBT M60A3.
  - Původní závěr 100mm kanonu D-10T byl zachován a upraven a upraven byl také systém zpětného rázu.
  - Standardně je namontován referenční systém ústí
  - Nad 105mm kanonem je namontován denní/noční světlomet M60.
  - Byl instalován kolektivní systém NBC
  - Má infračervené vidění pro střelce a řidiče
  - Zesílení obrazu pro velitele
  - Laserový dálkoměr s balistickým počítačem pro střelce

### Ochrana
- Aktivní a pasivní ochrana byla vylepšena o:
  - Byla přidána pancéřová ochrana a pancéřové boční prahy.
  - Moderní přetlakový systém NBC
  - Nový systém filtrace vzduchu
  - Systém detekce a hašení požáru
  - Na každé straně věže je umístěno 6 elektricky ovládaných vrhačů kouřových granátů.
  - Rozložení poklopů zůstalo zachováno
  - Britské pásy Blair Catton
  - Nový věžový koš

## Provozovatelé
- Egypt
  - Egyptské ozbrojené síly